# مرحله مقدماتی جام جهانی فوتبال ۱۹۵۰
مرحله مقدماتی جام جهانی فوتبال ۱۹۵۰ با شرکت ۳۴ تیم برای انتخاب ۱۴ تیم (به همراه برزیل به عنوان میزیان و ایتالیا قهرمان دوره قبل) از ژوئن ۱۹۴۹ تا آوریل ۱۹۵۰ میلادی برگزار شده‌است.

## گروه ۱
| رتبه | تیم                | بازی | برد | مساوی | باخت | گل زده | گل خورده | تفاضل گل | امتیاز |
| ---- | ------------------ | ---- | --- | ----- | ---- | ------ | -------- | -------- | ------ |
| ۱    | انگلستان           | ۳    | ۳   | ۰     | ۰    | ۱۴     | ۳        | +۱۱      | ۶      |
| ۲    | اسکاتلند           | ۳    | ۲   | ۰     | ۱    | ۱۰     | ۳        | +۷       | ۴      |
| ۳=   | ولز                | ۳    | ۰   | ۱     | ۲    | ۱      | ۶        | −۵       | ۱      |
| ۳=   | ایرلند (۱۸۸۲–۱۹۵۰) | ۳    | ۰   | ۱     | ۲    | ۴      | ۱۷       | −۱۳      | ۱      |

## گروه ۲

### مرحله اول
| رتبه | تیم   | بازی | برد | مساوی | باخت | گل زده | گل خورده | تفاضل گل | امتیاز |
| ---- | ----- | ---- | --- | ----- | ---- | ------ | -------- | -------- | ------ |
| ۱    | ترکیه | ۱    | ۱   | ۰     | ۰    | ۷      | ۰        | +۷       | ۲      |
| ۲    | سوریه | ۱    | ۰   | ۰     | ۱    | ۰      | ۷        | −۷       | ۰      |

### مرحله پایانی
| رتبه | تیم   | بازی   | برد    | مساوی  | باخت   | گل زده | گل خورده | تفاضل گل | امتیاز |
| ---- | ----- | ------ | ------ | ------ | ------ | ------ | -------- | -------- | ------ |
| —    | ترکیه | انصراف | انصراف | انصراف | انصراف | انصراف | انصراف   | انصراف   | انصراف |
| —    | اتریش | انصراف | انصراف | انصراف | انصراف | انصراف | انصراف   | انصراف   | انصراف |

## گروه ۳

### مرحله اول
| رتبه | تیم      | بازی | برد | مساوی | باخت | گل زده | گل خورده | تفاضل گل | امتیاز |
| ---- | -------- | ---- | --- | ----- | ---- | ------ | -------- | -------- | ------ |
| ۱    | یوگسلاوی | ۲    | ۲   | ۰     | ۰    | ۱۱     | ۲        | +۹       | ۴      |
| ۲    | اسرائیل  | ۲    | ۰   | ۰     | ۲    | ۲      | ۱۱       | −۹       | ۰      |

### مرحله پایانی
| رتبه | تیم      | بازی | برد | مساوی | باخت | گل زده | گل خورده | تفاضل گل | امتیاز |
| ---- | -------- | ---- | --- | ----- | ---- | ------ | -------- | -------- | ------ |
| ۱=   | فرانسه   | ۲    | ۰   | ۲     | ۰    | ۲      | ۲        | ۰        | ۲      |
| ۱=   | یوگسلاوی | ۲    | ۰   | ۲     | ۰    | ۲      | ۲        | ۰        | ۲      |

یوگسلاوی در بازی سوم در وقت اضافه پیروز شد و به جام جهانی صعود کرد.

## گروه ۴

### مرحله اول
| رتبه | تیم        | بازی | برد | مساوی | باخت | گل زده | گل خورده | تفاضل گل | امتیاز |
| ---- | ---------- | ---- | --- | ----- | ---- | ------ | -------- | -------- | ------ |
| ۱    | سوئیس      | ۲    | ۲   | ۰     | ۰    | ۸      | ۴        | +۴       | ۴      |
| ۲    | لوکزامبورگ | ۲    | ۰   | ۰     | ۲    | ۴      | ۸        | −۴       | ۰      |

### دور نهایی
کشور بلژیک انصراف داد و سوئیس به جام جهانی صعود کرد.

## گروه ۵
| رتبه | تیم           | بازی | برد | مساوی | باخت | گل زده | گل خورده | تفاضل گل | امتیاز |
| ---- | ------------- | ---- | --- | ----- | ---- | ------ | -------- | -------- | ------ |
| ۱    | سوئد          | ۳    | ۳   | ۰     | ۰    | ۱۴     | ۳        | +۹       | ۶      |
| ۲    | جمهوری ایرلند | ۴    | ۱   | ۱     | ۲    | ۶      | ۷        | −۱       | ۳      |
| ۳    | فنلاند        | ۳    | ۰   | ۱     | ۲    | ۲      | ۱۲       | −۱۰      | ۱      |

## گروه ۶
| رتبه | تیم     | بازی | برد | مساوی | باخت | گل زده | گل خورده | تفاضل گل | امتیاز |
| ---- | ------- | ---- | --- | ----- | ---- | ------ | -------- | -------- | ------ |
| ۱    | اسپانیا | ۲    | ۱   | ۱     | ۰    | ۷      | ۳        | +۴       | ۳      |
| ۲    | پرتغال  | ۲    | ۰   | ۱     | ۱    | ۳      | ۷        | −۴       | ۱      |

## گروه ۷
کشور آرژانتین انصراف داد و بولیوی و شیلی به جام جهانی صعود کردند.

## گروه ۸
کشورهای اکوادور و پرو انصراف دادن و اروگوئه و پاراگوئه به جام جهانی صعود کردند.

## گروه ۹
| رتبه | تیم                 | بازی | برد | مساوی | باخت | گل زده | گل خورده | تفاضل گل | امتیاز |
| ---- | ------------------- | ---- | --- | ----- | ---- | ------ | -------- | -------- | ------ |
| ۱    | مکزیک               | ۴    | ۴   | ۰     | ۰    | ۱۷     | ۲        | +۱۵      | ۸      |
| ۲    | ایالات متحده آمریکا | ۴    | ۱   | ۱     | ۲    | ۸      | ۱۵       | −۷       | ۳      |
| ۳    | کوبا                | ۴    | ۰   | ۱     | ۳    | ۳      | ۱۱       | −۸       | ۱      |

## گروه ۱۰
کشورهای میانمار، فیلیپین و اندونزی انصراف دادند و هند به جام جهانی صعود کرد اما این کشور به دلیل هزینه سفر طولانی به برزیل و همچنین اجازه نداشتن برای بازی با پای برهنه از حضور در مسابقات انصراف دادند.

## تیم‌های شرکت کننده

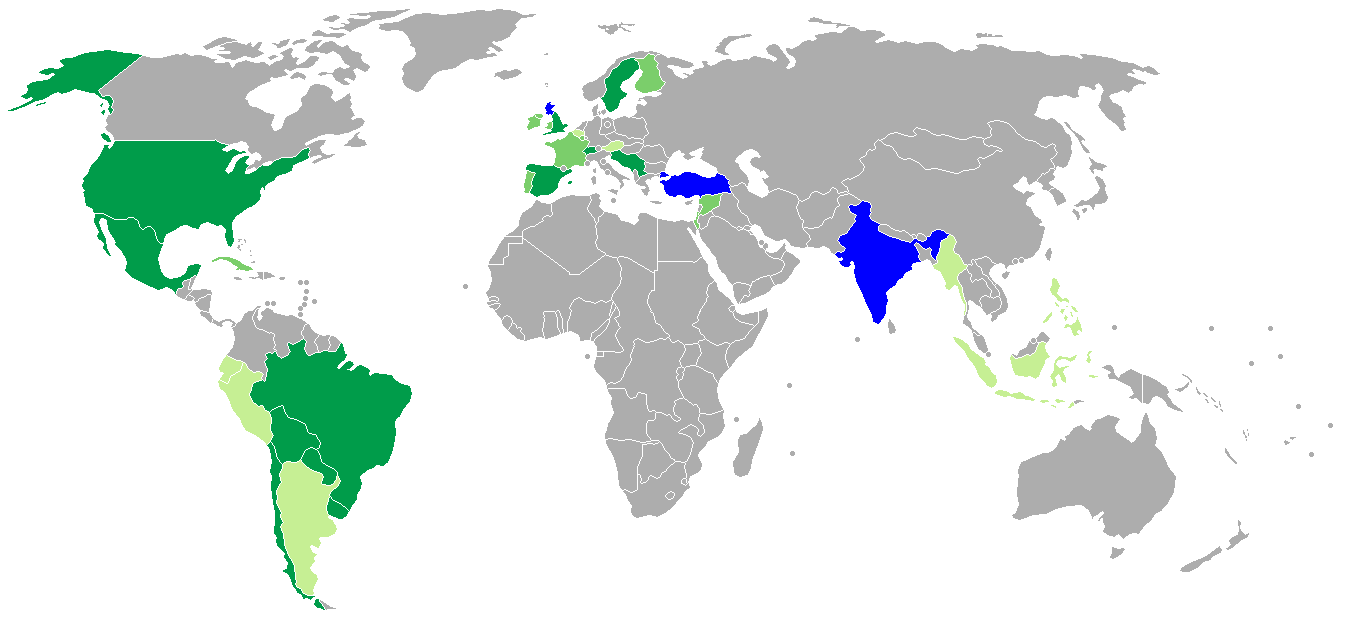
کشورهای صعود کرده به جام جهانی ۱۹۵۰

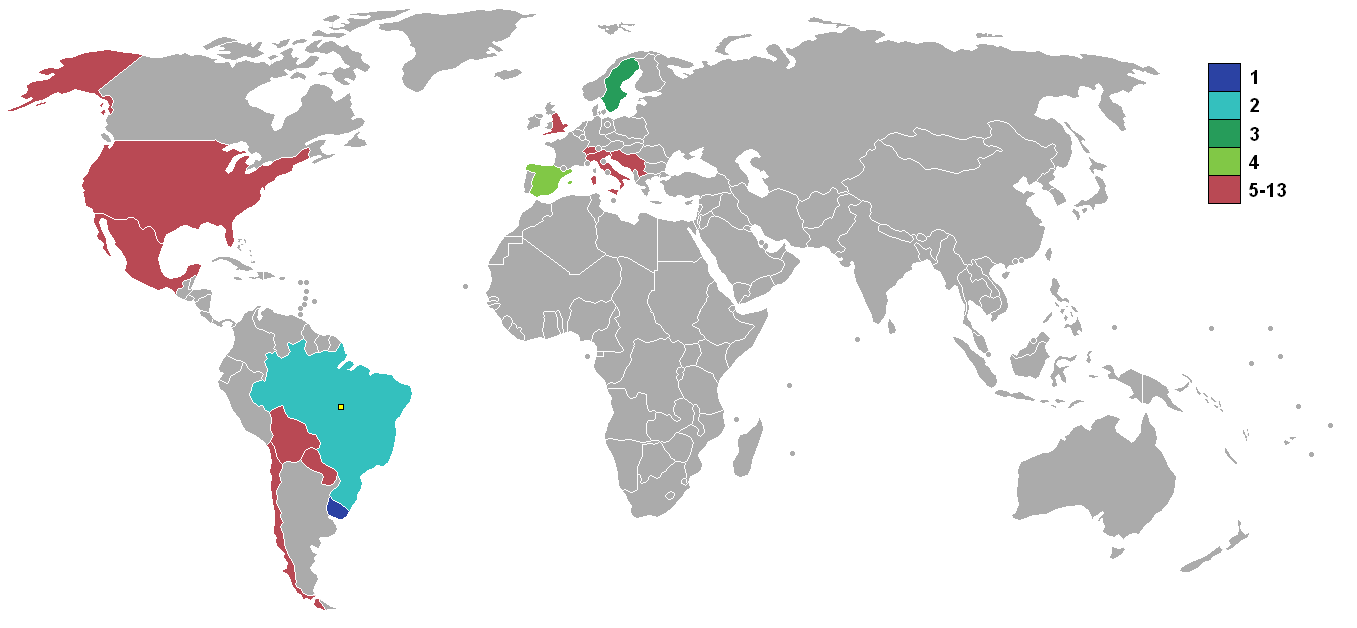
کشورهای شرکت کننده

| تیم                 | تعداد حضور | آخرین حضور            |
| ------------------- | ---------- | --------------------- |
| بولیوی              | ۲nd        | جام جهانی فوتبال ۱۹۳۰ |
| برزیل (h)           | ۴th        | جام جهانی فوتبال ۱۹۳۸ |
| شیلی                | ۲nd        | جام جهانی فوتبال ۱۹۳۰ |
| انگلستان            | ۱st        | –                     |
| هند                 | ۱st        | –                     |
| ایتالیا (c)         | ۳rd        | جام جهانی فوتبال ۱۹۳۸ |
| مکزیک               | ۲nd        | جام جهانی فوتبال ۱۹۳۰ |
| پاراگوئه            | ۲nd        | جام جهانی فوتبال ۱۹۳۰ |
| اسپانیا             | ۲nd        | جام جهانی فوتبال ۱۹۳۴ |
| اسکاتلند            | ۱st        | –                     |
| سوئد                | ۳rd        | جام جهانی فوتبال ۱۹۳۸ |
| سوئیس               | ۳rd        | جام جهانی فوتبال ۱۹۳۸ |
| ایالات متحده آمریکا | ۳rd        | جام جهانی فوتبال ۱۹۳۴ |
| اروگوئه             | ۲nd        | جام جهانی فوتبال ۱۹۳۰ |
| یوگسلاوی            | ۲nd        | جام جهانی فوتبال ۱۹۳۰ |

- (h) -میزبان
- (c) - قهرمان دوره قبل